# だいすき北海道
だいすき北海道（だいすきほっかいどう）は、北海道内のNHK総合テレビジョンで放送されていたNHK札幌放送局制作の情報番組である。

## 概要
1999年4月放送開始。北海道ゆかりのゲストによる公開トーク生番組。自然・芸術・スポーツから経済・教育問題などさまざまなジャンルのゲストを招いた。北海道の“今”がわかるキーマンも続々登場した。2002年4月5日ほくほくテレビの開始に伴い放送終了。

## 出演
- 肥土貴美男（1999年 - 2000年）[2]
- 鶴羽佳子
- 志摩悦二郎（2001年 - 2002年）
- 榊寿之（2000年 - 2001年）[3]
- 江口ちひろ
- 伊東徹秀（コメンテーター）[2]
- 東直己（同上）[2]
- 黒柳眞理（同上）[2]

## 放送時間
- 月曜 - 金曜 17:05 - 18:00

## テーマ曲
- ヒートボイス「地平線のむこうに」